# Isola di Santa Barbara (California)
L'isola di Santa Barbara (in inglese Santa Barbara Island) è un'isola facente parte dell'arcipelago delle Channel Islands, nella California meridionale, USA.

## Geografia
Con una superficie di 2,60 km², quest'isola è la più piccola dell'arcipelago. Al censimento del 2000, l'isola risulta disabitata. Amministrativamente l'isola fa parte della contea di Santa Barbara ed è situata a 61 km dalla terraferma. Il punto più alto è il Signal Hill, che raggiunge un'altitudine di 193 m s.l.m. Fa parte del Parco Nazionale delle Channel Islands.